# Nándor Zsolt
Pour les articles homonymes, voir Zsolt.
Dans le nom hongrois Zsolt Nándor, le nom de famille précède le prénom, mais cet article utilise l’ordre habituel en français Nándor Zsolt, où le prénom précède le nom.
Nándor Zsolt (12 mai 1887 Esztergom, Autriche-Hongrie - 24 juin 1936 Budapest, Hongrie ) est un violoniste hongrois, chef d'orchestre, compositeur et professeur de violon à l'Académie de musique Franz Liszt.

## Biographie
Nándor Zsolt naît dans une famille de musiciens professionnels ; son père est chef d'orchestre et professeur de musique. Après ses études à Esztergom, il entre à l'Académie de musique Franz Liszt de Budapest, où il étudie le violon avec Jen et la composition avec Hans von Koessler. 
Après avoir terminé ses études à Budapest, il poursuit sa carrière musicale en Angleterre, où il devient le chef du Queen's Hall Orchestra à Londres en 1908 à l'âge de 21 ans. Nándor Zsolt fait ses débuts en soliste à Londres aux Proms en 1909, en jouant le concerto pour violon de Tchaikovsky sous la baguette de Henry Wood. Plus tard, ses compositions sont publiées par l'éditeur de musique anglais Augener & Co. Il donne également des concerts à Paris, et apparaît également comme chef d'orchestre à Vienne en 1914. Après le déclenchement de la Première Guerre mondiale en 1914, il est contraint de passer cinq ans dans un camp d'internement sur l'île de Man, en raison de sa nationalité austro-hongroise. 
De retour en Hongrie en 1919, il devient professeur de violon à l'Académie de musique Franz Liszt. Sándor Végh et Tibor Ney (en) font partie de ses élèves célèbres. Nándor Zsolt fonde des orchestres en Hongrie et ses compositions de caractère virtuose sont jouées en Hongrie et à l'étranger ,. 
Nándor Zsolt meurt subitement à Budapest à l'âge de 49 ans. L'école de musique de sa ville natale d'Esztergom porte son nom.

## Compositions (sélection)
- Fa majeur Romance pour violon et piano, op. 1 (1902)
- Symphonie
- Concerto pour violon en ré mineur, créé en 1906)
- Toccata
- Air
- Valse
- Berceuse
- Élégie
- In chains
- Satyr and Dryade
- Sonate pour violon
- Es ragt ins Meer, chanson sur la poésie de Heine
- Der erste Verlust, chanson sur la poésie de Goethe
- Der schwere Abend, chanson sur la poésie de Lenau

## Médias
- Ede Zathureczky joue Zsolt Nándor: Odonata